# Phare de Noorderhoofd
Le phare de Noorderhoofd est un phare à feu directionnel  situé à Westkapelle (commune de Veere), province de Zélande aux Pays-Bas. Il est synchronisé avec le phare de Westkapelle pour former un alignement en direction du chenal étroit de l'Oostgat
Il est géré par le Rijkswaterstaat , l'organisation nationale de l'eau des Pays-Bas.
Il est classé monument national en 1982 par l'Agence du patrimoine culturel des Pays-Bas .

## Histoire
Le phare bas est situé au milieu de la digue à l'ouest de Walcheren. Cette tour en fonte datant de 1875 a été conçue par Quirinus Harder, qui a également conçu de nombreux autres phares néerlandais. Le phare a été fabriqué par la fonderie Nering Bögel à Deventer (province d'Overijssel).
Au pied de la tour se trouvait un bâtiment en pierre utilisé par la Garde côtière jusqu'en 1995. Il avait été construit dans les années 1960 pour remplacer un autre bâtiment qui existait depuis environ 1900. Après le départ des garde-côtes, l’abri est tombé en ruine et a été la cible de vandalisme. En l'absence d'une destination significative, il a été démoli.

### Chenal d'Oostgat

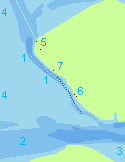
Chenal d'Oostgat

L'Oostgat est un chenal étroit mais profond situé à l'embouchure de l'Escaut occidental, près de la côte sud-ouest de Walcheren. Les navires peuvent arriver de la mer du Nord à partir de deux directions via deux canaux : le  passage de Wielingen, le canal au sud et l’Oostgat, le canal au nord.
Légende : 
1 - Chenal d'Oostgat ; 2 - passage Wielingen ; 3 - Escaut occidental ; 4 - Mer du Nord ; 5 - Phare de Westkapelle et phare de Noorderhoofd ; 6 - Phares de Kaapduinen ; 7 - Phare de Zoutelande .

## Description
Ce phare  est une tour circulaire en fonte, avec une galerie et une lanterne de 18 m de haut. La tour est peinte en rouge avec une bande blanche horizontale et le dôme de la lanterne blanche est rouge. Son feu à occultations émet, à une hauteur focale de 20 m, un long éclat blanc, rouge et vert selon secteurs de 7 secondes par période de 10 secondes. Sa portée est de 13 milles nautiques (environ 24 km) pour le feu blanc et 10 milles nautiques (environ 19 km) pour le feu rouge et le feu vert.
Cette lumière forme une ligne d'approche avec le phare de Westkapelle pour les navires approchant l'Escaut occidental au nord. Les secteurs rouges et verts préviennent les navires des hauts-fonds au sud. Le feu de secteur blanc a une intensité de 6.000 candelas , le rouge et le vert sont de 1800 candelas.
Identifiant : ARLHS : NET-031 ; NL-0052 -Amirauté : B0173.9 - NGA : 114-9140 .

## Caractéristique dufeu maritime
Fréquence : 10 secondes (W-R-G)
- Lumière : 7 secondes
- Obscurité : 3 secondes

|          |
| Le phare |

|             |
| La lanterne |

### Lien connexe
- Liste des phares des Pays-Bas